# 聖維特

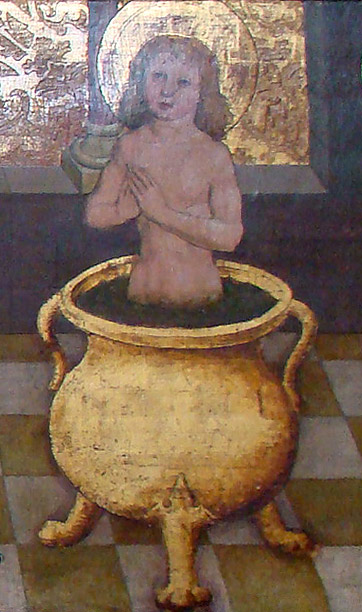

聖維特（拉丁語：Vitus，约290年—约303年），根据基督教传说，是一个来自西西里的基督教圣徒。他于303年因罗马帝国皇帝戴克里先和马克西米安对基督徒的迫害而死。他被中世纪天主教划为十四救难圣人之一，聖維特日为6月15日。聖維特被认为是演员、喜剧演员、舞者和癫痫病人的主保圣人。

## 外部連結
- 中的“Saints Vitus, Modestus, and Crescentia”
- Patron Saints Index profile of Saint Vitus
- Catholic Online profile of Saint Vitus （页面存档备份，存于）
- Information on Saint Vitus, the saint, on saintvitus.com （页面存档备份，存于）
- （意大利文） San Vito （页面存档备份，存于）